# كنيسة سانت أندريا (مانتوفا)

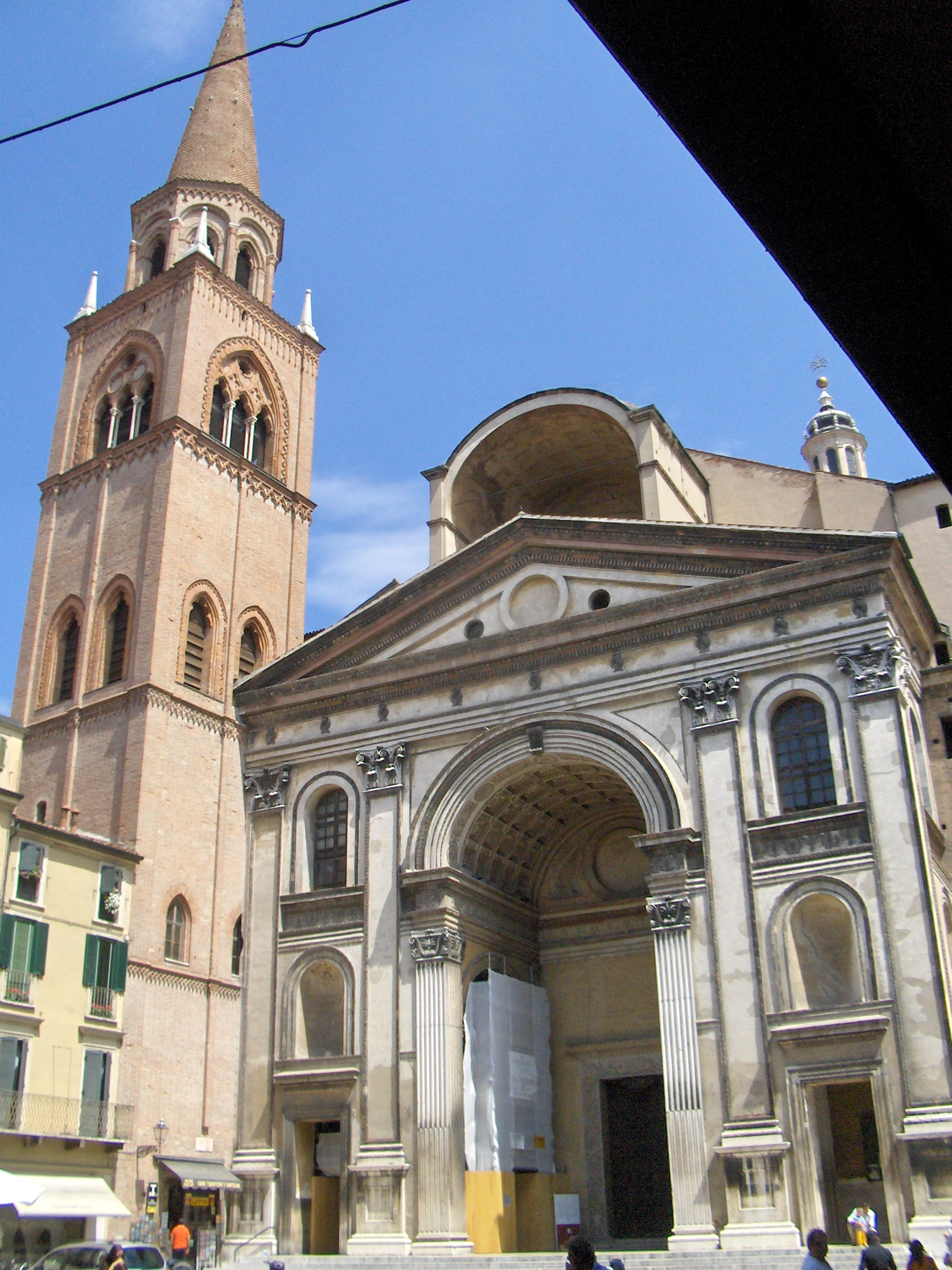
كنيسة سانت أندريا

كنيسة سانت أندريا (بالإيطالية: Basilica concattedrale di Sant'Andrea)‏ هي كنيسة رومانية كاثوليكية وبازيليكية صغرى من عصر النهضة في مانتوا في لومبارديا (إيطاليا).

## معرض صور

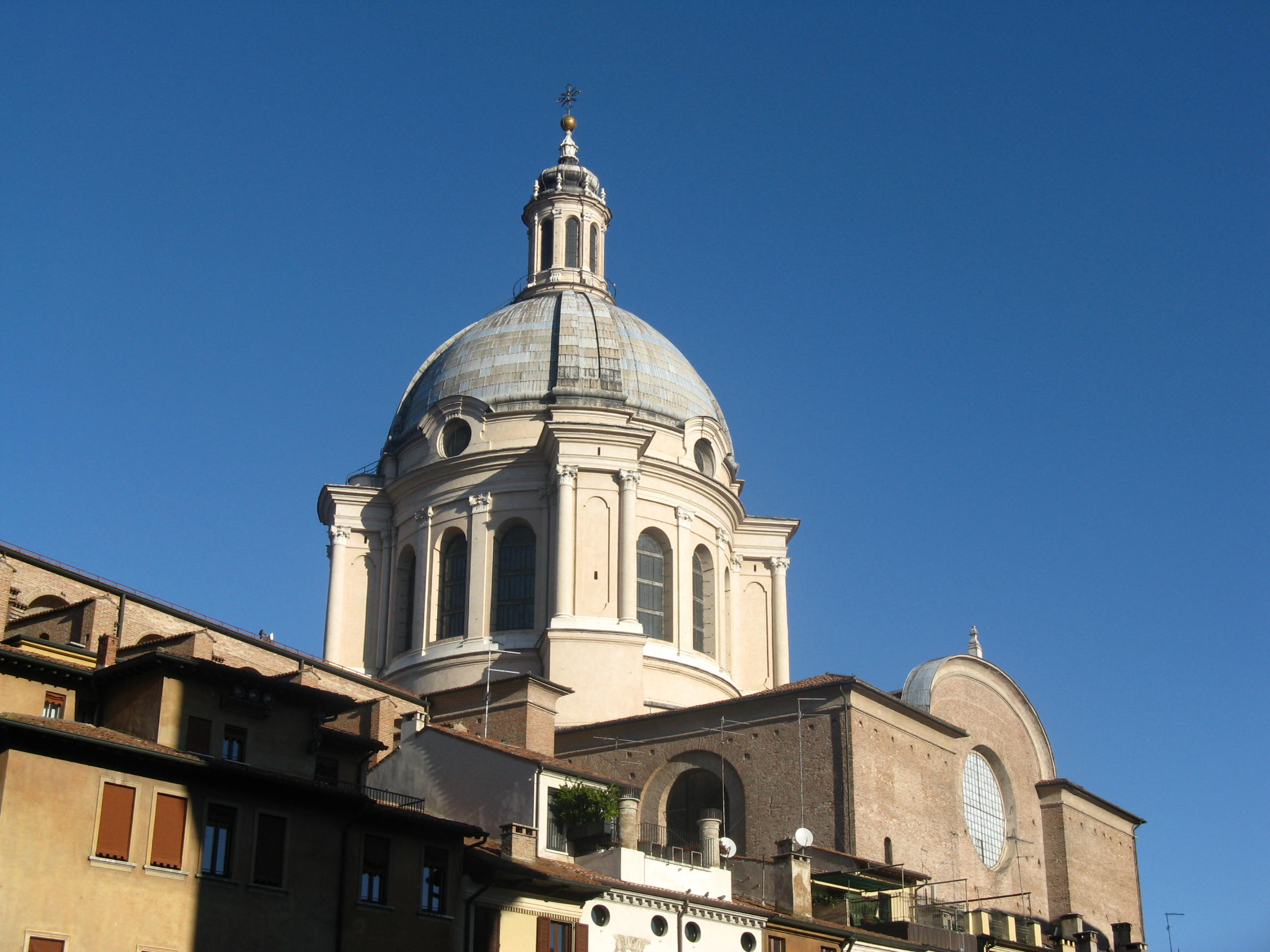
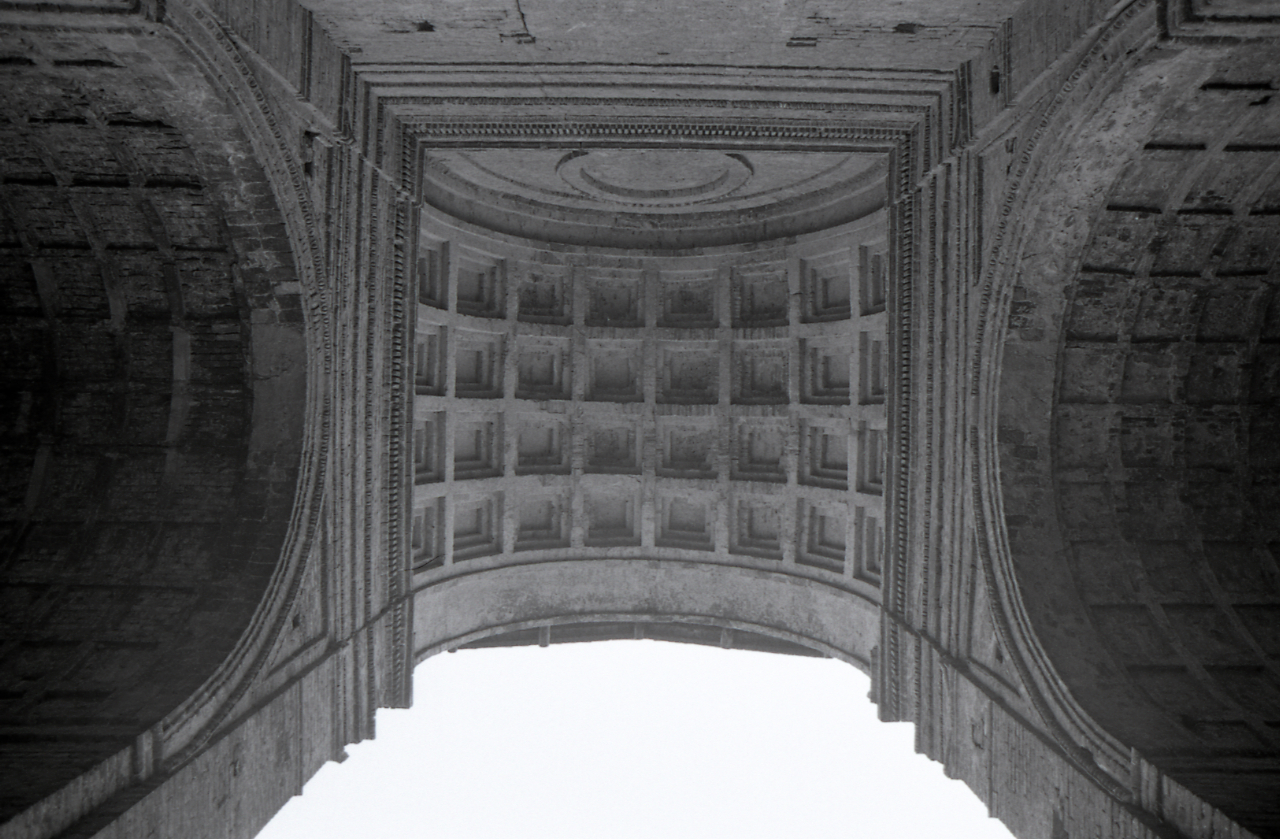
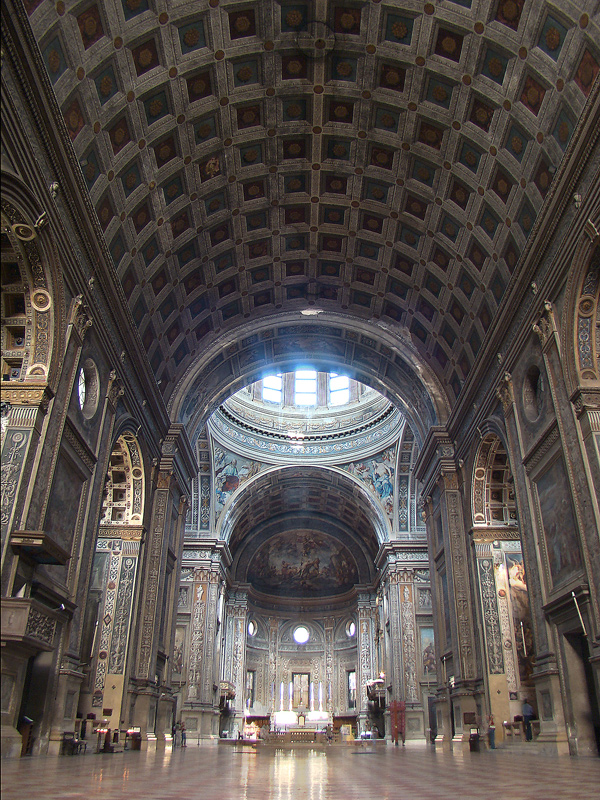

## أعلام
- فينشينسو الأول غونزاغا